# 谈国帆
谈国帆（1905年—1986年1月1日），男，陕西临潼人，中国军事人物、政治人物，曾任甘肃省体育运动委员会副主任，陕西省政协副主席。